# Kokomo (canción)
«Kokomo» es una canción escrita por John Phillips, Scott McKenzie, Mike Love y Terry Melcher y grabada por The Beach Boys en 1988. Fue editada en sencillo en 1988 con el lado B "Tutti Frutti" con Little Richard, y distribuido por la discográfica Elektra Records. Llegó al número uno en Estados Unidos, siendo este éxito muy destacable en la historia de The Beach Boys, ya que desde 1966 con "Good Vibrations" la banda no tenía un primer lugar en listas del país. 
El sencillo había sido editado a modo de banda sonora de la película Cocktail.

## Grabación y composición
Aunque hay una ciudad en Indiana llamada Kokomo, no tiene nada que ver con el título de la canción. Muchos estadounidenses saben que Kokomo también es el antiguo nombre de una isla de Jamaica, que ahora se la conoce como Sandals Cay. La canción menciona algunos sitios del Caribe, incluyendo Aruba, Jamaica, Bermuda, Bahamas, Key Largo, Montego Bay, Martinique, Montserrat, y Port-au-Prince (Haití).
Van Dyke Parks, quien ya había trabajado en algunos álbumes del grupo, toca el acordeón, mientras que el músico de sesión Jim Keltner toca la batería.
En la versión original, Mike Love y Carl Wilson son las voces principales, y Al Jardine y Bruce Johnston participan de los coros. 
El único miembro de The Beach Boys, activo en el grupo, pero que no colaboró en la grabación de la canción, fue Brian Wilson, según lo indica en su autobiografía.
A pesar de que esta canción fue grabada en 1988, a menudo es tomada como una oldie de los años 1960.

## Sencillo
"Kokomo" fue editada en sencillo en 1988, alcanzando el número uno en los Estados Unidos, después de no poder conseguirlo por más de veinte años. Se reeditó tres veces en sencillo: la primera en 1988, la segunda en el sencillo de "Still Cruisin'" de 1989 con "Kokomo" en el lado B, y la tercera como lado B del sencillo "Somewhere Near Japan" de 1990. 

## Publicaciones
Fue incluida en el álbum de estudio Still Cruisin' de 1989, pocos años después fue compilada en el box set Good Vibrations: Thirty Years of The Beach Boys de 1993, en The Greatest Hits - Volume 1: 20 Good Vibrations de 1999, The Very Best of The Beach Boys de 2001, en Sounds of Summer: The Very Best of The Beach Boys de 2003 y en el álbum británico Platinum Collection: Sounds of Summer Edition de 2005.

### En vivo
En el álbum Songs from Here & Back fue interpretada en vivo.

## Lista de canciones
3" sencillo
1. «Kokomo» — 3:34
2. «Tutti Frutti» con Little Richard — 2:23
3. «Hippy Hippy Shake» con The Georgia Satellites — 1:45

7" sencillo
1. «Kokomo» — 3:34
2. «Tutti Frutti» con Little Richard — 2:23

12" maxisencillo
1. «Kokomo» — 3:34
2. «Tutti Frutti» con Little Richard — 2:23
3. «Hippy Hippy Shake» con The Georgia Satellites — 1:45

## Certificaciones
| País    | Certificación | Fecha               | Ventas    |
| ------- | ------------- | ------------------- | --------- |
| Francia | Plata         | 1989                | 200 000   |
| U.S.    | Platino       | 10 de enero de 1989 | 1 000 000 |

## Posicionamiento
| Listas (1988–1989)                           | Posición |
| -------------------------------------------- | -------- |
| Australian Singles Chart                     | 1        |
| Belgian Singles Chart                        | 19       |
| Canadian Singles Chart                       | 13       |
| Dutch Singles Chart                          | 6        |
| French SNEP Singles Chart                    | 6        |
| German Singles Chart                         | 7        |
| New Zealand RIANZ Singles Chart              | 5        |
| Swedish Singles Chart                        | 14       |
| Swiss Singles Chart                          | 8        |
| UK Singles Chart                             | 25       |
| U.S. Billboard Hot 100                       | 1        |
| U.S. Billboard Hot Adult Contemporary Tracks | 5        |
| U.S. ARC Weekly Top 40                       | 1        |

| Listas (1989)            | Posición |
| ------------------------ | -------- |
| Australian Singles Chart | 9        |